# Prvenstvo Jugoslavije u nogometu 1932./33.
Sezona Državnog prvenstva 1932./33. bila je jedanaesta sezona nacionalnog nogometnog natjecanja u Kraljevini Jugoslaviji. Natjecateljski sustav bio je po prvi put dvostruki ligaški sustav. Pobijedio je beogradski BSK, a lanjski prvak, zagrebačka Concordia, zauzela je sedmo mjesto. Lanjski doprvak, splitski Hajduk, obranio je drugo mjesto. 

Najviše pogodaka je postigao Vladimir Kragić iz splitskog Hajduka s 20 postignutih pogodaka.
Državno prvenstvo 1933./34. nije odigrano jer se momčadi nisu mogle dogovoriti oko formata natjecanja. Sljedeće izdanje prvenstva bilo je u sezoni 1934./35.

## Novosti
Ove sezone ponovno je promijenjen sustav odigravanja državnog prvenstva. Na skupštini JNS-a 18. prosinca 1932. donesena je odluka kako će izgledati prvenstvo ove sezone. Glasovanjem delegata skupštine odlučeno je da se igra po nacionalnom liga sustavu dvostrukim bodovnim sustavom, a nastupit će momčadi:
- HAŠK, Građanski i Concordia (Zagreb) iz Zagrebačkog podsaveza
- Jugoslavija, BSK i BASK (Beograd) iz Beogradskog podsaveza
- Hajduk (Split) iz splitskog podsaveza
- Vojvodina (Novi Sad) iz Novosadskog podsaveza
- Slavija (Osijek) iz Osječkog podsaveza
- Slavija (Sarajevo) iz Sarajevskog podsaveza
- pobjednik kvalifikacijskih utakmica između Ilirije i Primorja iz Ljubljane, koji će predstavljati Podsavez Ljubljana.

Neki savezi nemaju predstavnike, već su odabrane momčadi koje su delegati smatrali da su najbolje u tom trenutku. Savezi koji nisu imali predstavnike su: Subotički, Kragujevački, Cetinjski, Skopski, Velikobečkerečki, Niški, kao i novoosnovani Banjalučki podsavez.
Prema ovom prijedlogu trebale su ispasti 9., 10. i 11. momčad na tablici, a liga bi se popunila nakon kvalifikacija u koju bi ušle dvije momčadi. Kvalifikacije bi se odvijale u dvije zone koje bi dale dvije ekipe i to: zona Istok (Skopski, Niški, Kragujevački, Cetinjski, Sarajevski, Novosadski, Beogradski i Velikobečkerečki podsavez) i zapadna zona (Ljubljanski, Zagrebački, Splitski, Osječki, Subotički i Banjalučki podsavez). Te dvije momčadi igrale bi eliminacijske utakmice s 9. i 10. momčadi na ljestvici. Također, ekipe koje sudjeluju u državnoj ligi ove sezone nisu sudjelovale u prvenstvima podsaveza.

### Kvalifikacije
| Prva momčad        | Ukupno | Druga momčad      | 1. utakmica 5. 2. 1933. | 2. utakmica 19. 2. 1933. |
| ------------------ | ------ | ----------------- | ----------------------- | ------------------------ |
| Primorje Ljubljana | 5:3    | Ilirija Ljubljana | 2:1                     | 3:2                      |

## Sudionici
| Klub                                | Grad      | Stadion                  |
| ----------------------------------- | --------- | ------------------------ |
| BASK                                | Beograd   | Igralište BSK-a          |
| BSK                                 | Beograd   | Igralište BSK-a          |
| HŠK Concordia                       | Zagreb    | Stadion Concordije       |
| 1. hrvatski građanski športski klub | Zagreb    | Igralište Građanskog     |
| JŠK Hajduk                          | Split     | Igralište Hajduka        |
| HAŠK                                | Zagreb    | Stadion Maksimir         |
| SK Jugoslavija                      | Beograd   | Igralište SK Jugoslavije |
| ASK Primorje                        | Ljubljana | Igralište ASK Primorja   |
| JŠK Slavija                         | Osijek    | Igralište kraj Drave     |
| SK Slavija                          | Sarajevo  | Igralište SK Slavije     |
| SK Vojvodina                        | Novi Sad  | Stadion Karađorđe        |

## Ljestvica
| mj.     | klub                | ut. | pob. | ner. | por. | gol+ | gol- | kvoc  | bod |
| ------- | ------------------- | --- | ---- | ---- | ---- | ---- | ---- | ----- | --- |
| 1.      | BSK Beograd         | 20  | 14   | 3    | 3    | 66   | 21   | 3,142 | 31  |
| 2.      | Hajduk Split        | 20  | 13   | 2    | 5    | 41   | 19   | 2,157 | 28  |
| 3.      | HAŠK Zagreb         | 20  | 11   | 2    | 7    | 44   | 34   | 1,294 | 24  |
| 4.      | BASK Beograd        | 20  | 10   | 3    | 7    | 42   | 37   | 1,135 | 23  |
| 5.      | Jugoslavija Beograd | 20  | 10   | 2    | 8    | 34   | 33   | 1,030 | 22  |
| 6.      | Građanski Zagreb    | 20  | 10   | 1    | 9    | 32   | 31   | 1,032 | 21  |
| 7.      | Concordia Zagreb    | 20  | 7    | 4    | 9    | 39   | 40   | 0,975 | 18  |
| 8.      | Primorje Ljubljana  | 20  | 7    | 3    | 10   | 39   | 47   | 0,829 | 17  |
| 9.      | Slavija Sarajevo    | 20  | 7    | 2    | 11   | 37   | 48   | 0,770 | 16  |
| 10.     | Vojvodina Novi Sad  | 20  | 3    | 4    | 13   | 23   | 55   | 0,418 | 10  |
| 11.     | Slavija Osijek      | 20  | 4    | 2    | 14   | 22   | 54   | 0,407 | 10  |
|         |                     |     |      |      |      |      |      |       |     |
| Izvori: |                     |     |      |      |      |      |      |       |     |

|  | BSK Beograd je prvak Jugoslavije |

JNS je 17. prosinca 1933. donio odluku da posljednja tri kluba (Slavija Sarajevo, Vojvodina Novi Sad i Slavija Osijek) ispadaju iz Lige, a da dva najuspješnija iz kvalifikacija dobivaju status. Trebali su ih zamijeniti Split i Sparta Zemun (pobjednici kvalifikacija). No sve je propalo jer je Državno prvenstvo 1933./34. nije se igralo.

## Rezultati
| 1932./33.        | BSK | HAJ | JUG | HAŠ | BAS | GRA | CON | PRI | SAR | OSI | VOJ |
| ---------------- | --- | --- | --- | --- | --- | --- | --- | --- | --- | --- | --- |
| BSK Beograd      |     | 2:2 | 4:0 | 1:0 | 4:1 | 2:1 | 2:0 | 5:0 | 8:1 | 9:0 | 2:1 |
| Hajduk Split     | 1:1 |     | 1:0 | 7:1 | 3:1 | 2:0 | 1:0 | 3:0 | 4:1 | 2:0 | 5:0 |
| Jugoslavija      | 0:2 | 3:0 |     | 2:1 | 2:2 | 2:0 | 2:2 | 5:1 | 2:1 | 0:1 | 4:3 |
| HAŠK Zagreb      | 4:3 | 1:0 | 6:0 |     | 3:0 | 0:1 | 3:3 | 2:0 | 2:1 | 6:0 | 3:1 |
| BASK Beograd     | 4:3 | 2:1 | 0:2 | 2:2 |     | 4:1 | 2:1 | 4:2 | 3:1 | 1:0 | 3:1 |
| Građanski Zagreb | 2:3 | 0:2 | 2:4 | 2:0 | 2:0 |     | 1:0 | 3:2 | 1:0 | 5:1 | 0:0 |
| Concordia Zagreb | 0:6 | 1:2 | 3:1 | 1:3 | 2:1 | 1:5 |     | 5:0 | 1:3 | 4:0 | 5:1 |
| Primorje         | 1:5 | 1:2 | 1:0 | 4:1 | 1:1 | 4:1 | 1:1 |     | 2:3 | 2:2 | 5:0 |
| Slavija Sarajevo | 1:1 | 1:2 | 1:3 | 3:1 | 2:7 | 3:1 | 1:3 | 1:2 |     | 3:2 | 4:1 |
| Slavija Osijek   | 2:0 | 2:0 | 0:1 | 1:2 | 4:2 | 1:2 | 3:4 | 1:4 | 0:4 |     | 2:2 |
| Vojvodina        | 0:3 | 2:1 | 2:1 | 2:3 | 0:2 | 0:2 | 2:2 | 2:6 | 2:2 | 1:0 |     |

## Prvaci
BSK (trener: Sándor Nemes)
- Franjo Glaser
- Predrag Radovanović
- Dragomir Tošić
- Milorad Arsenijević
- Ivan Stevović
- Radivoj Božić
- Ljubiša Đorđević
- Aleksandar Tirnanić
- Slavko Šurdonja
- Kuzman Sotirović
- Blagoje Marjanović
- Đorđe Vujadinović
- Svetislav Glišović

## Statistika

### Ljestvica strijelaca
| Pl. | Ime                  | Klub                 | Broj pogodaka |
| --- | -------------------- | -------------------- | ------------- |
| 1.  | Vladimir Kragić      | Hajduk (Split)       | 20            |
| 2.  | Đorđe Vujadinović    | BSK (Beograd)        | 16            |
| 3.  | Blagoje Marjanović   | BSK (Beograd)        | 15            |
| 4.  | Ivan Medarić         | HAŠK (Zagreb)        | 13            |
| 4.  | Vladimir Lolić       | Concordia (Zagreb)   | 13            |
| 6.  | Aleksandar Tomašević | BASK (Beograd)       | 12            |
| 6.  | Adolf Erman          | Primorje (Ljubljana) | 12            |
| 8.  | Slavko Šurdonja      | BSK (Beograd)        | 10            |
| 8.  | Branislav Hrnjiček   | BASK (Beograd)       | 10            |
| 8.  | Aleksandar Živković  | Građanski (Zagreb)   | 10            |

### Klubovi
Pojašnjenje: Ime i prezime igrača (broj nastupa u sezoni/broj golova u sezoni). Igrači su poredani prema poziciji u momčadi od golmana do napadača, a potom i po broju nastupa.
- BSK (Beograd)

Trener: Sándor Nemes (Mađarska)

Franjo Glaser 18/0, Otmar Gazzari 2/0, Dragomir Tošić 18/0, Predrag Radovanović 15/1, Vlastimir Petković 5/0, Dimitrije Popović 2/0, Milorad Arsenijević 20/0, Ivan Stevović 14/4, Ljubiša Đorđević 14/0, Blagoje Marjanović 20/15, Svetislav Glišović 19/6, Đorđe Vujadinović 18/16, Aleksandar Tirnanić 16/7, Radivoj Božič 11/0, Slavko Šurdonja 11/10, Nikola Marjanović 7/3, Rudolf Tomašić 3/1, Jovan Živković 3/1, Dragoslav Virić 3/0, Vladimir Đorđević 1/1
- Hajduk (Split)

Trener: Luka Kaliterna

Bartul Čulić 19/0, Mihovil Krstulović 1/0, Jozo Matošić 19/0, Šime Milutin 2/0, Ivan Radovniković 20/0, Anđelko Marušić 20/0, Miroslav Dešković 20/1, Žarko Rosić 11/3, Marko Mikačić 8/0, Vinko Viličić 3/0, Ivan Antonini 3/0, Josip Lin 20/6, Leo Lemešić 20/8, Vladimir Kragić 19/20, Ljubomir Benčić 12/1, Branko Bakotić 10/1, Antun Bonačić 6/0, Zlatko Ferić 4/0, Berislav Žulj 2/1, Stevan Radošević 1/0, Bonaventura Parić 1/0
- HAŠK (Zagreb)

Trener: Johann "Hans" Strnad (Austrija) & Ivan Babić

Gojko Šijačić 17/0, Grga Zlatoper 1/0, Vladimir Grims 1/0, Dušan Nedeljković 1/0, Zeno Golac 20/0, Ivan Slivak 18/4, Frane Kovačić 8/0, Tješimir Matijević 5/0, Miroslav Koch 1/0, Branko Kunst 20/0, Ivan Gajer 20/0, Stjepan Horvat 12/3, Vladimir Leinert 17/1, Ivan Medarić 16/13, Mirko Ranogajec 15/9, Franjo Petrak 12/7, Leo Wolf 11/2, Ivan Bobinski 7/1, Anton Polz 5/1, Mirko Šram 4/1, Stjepan Jeren 3/2, Slavko Gajer 2/0, Nikola Duković 2/0, Vladislav Beljanski 1/0, Mirko Saćer 1/0
- BASK (Beograd)

Trener: Sima Simić

Milovan Jakšić 14/0, Bogoljub Smiljanić 5/0, Josip Babić 1/0, Milutin Ivković 19/0, Milorad Rančić 1/0, Branislav Aćimović 20/0, Dragoslav Klisarić 18/0, Ljubomir Vojinović 13/1, Stojan Popović 13/1, Gojko Ivković 3/0, Miodrag Ranojević 2/0, Vojislav Ristić 1/0, Aleksandar Tomašević 19/12, Đorđe Detlinger 19/2, Branislav Hrnjiček 17/10, Mladen Sarić 16/5, Đorđe Ranojević 12/6, Ratimir Pavlović 12/2, Vladimir Kostić 9/0, Milorad Milenković 4/0, Dragoljub Čupić 4/3
- Jugoslavija (Beograd)

Trener: Dragan Jovanović "Žena"

Jovan Spasić 18/0, Jovan Kukić 2/0, Branislav Dimitrijević 20/0, Miroslav Lukić 16/0, Stojan Stajić 4/0, Lazar Tubić 19/1, Petar Radovanović 17/1, Jovan Mitrović 9/0, Momčilo Đokić 9/0, Aleksandar Nešić 6/0, Petar Lončarević 1/0, Ratomir Đokić 1/0, Sava Marinković 1/0, Branko Petrović 1/0, Stojan Đorđević 1/0, Đorđe Lojančić 20/9, Ljubomir Popović 19/8, Borivoje Kesić 18/3, Slavko Milošević 15/8, Borislav Nikolić 5/0, Lazar Hajon 5/1, Dobrivoje Zečević 4/2, Stojan Milanović 4/0, Dimitrije Golubović 4/1, Franjo Giller 1/0
- Građanski (Zagreb)

Trener: Giury Molnár (Mađarska) & James Donelly (Irska)

Dragutin Bratulić 13/0, Maksimilijan Mihelčič 7/0, Bernard Hügl 19/0, Marko Rajković 18/0, August Bivec 12/0, Slavko Neferović 1/0, Viktor Mihaljević 18/1, Petar Sinković 14/0, Oskar Widrich 7/0, Vladimir Babić 7/0, Mato Mekić 3/0, Zvonimir Gajer 1/0, Miroslav Kokotović 20/5, Vilmos Sipos 20/4, Aleksandar Živković 18/10, Josip Urbanke 10/3, Rikard Podvinec 9/4, Branimir Vidović 9/2, Milan Antolković 3/2, Nikola Duković 3/0, Anton Gumhalter 3/1, Slavko Bobnar 2/0, Marko Kramarić 2/0, Stjepan Ribić 1/0
- Concordia (Zagreb)

Trener: Erwin Puschner (Austrija)

Sergije Demić 19/0, Boris Urbančič 1/0, Stjepan Pavičić 20/0, Ivan Belošević 19/0, Zvonimir Belošević 1/0, Božidar Ralić 16/0, Vladimir Lolić 20/13, Svetislav Valjarević 18/9, Slavoljub Kodrnja 17/6, Đuro Agić 16/2, Pavao Löw 13/1, Zvonimir Jazbec 12/2, Egidije Martinović 12/3, Nikola Babić 10/1, Eduard Osterman 6/0, Vjekoslav Butković 5/0, Branko Paviša 4/0, Radovan Pavelić 4/1, Ivan Pavelić 4/1, Vladimir Pichler 2/0, Franjo Žarković 1/0
- Primorje (Ljubljana)

Trener: Nedeljko Buljević

Stojan Starec 20/0, Viktor Hassl 16/0, Ignac Svetic 11/0, Stanko Bertoncelj 10/0, Vinko Jug 8/0, Franc Boncelj 15/0, Pavel Zemljak 15/0, Herman Slamič 13/3, Julij Sočan 12/0, Janez Pišek 4/0, Matija Pišek 1/0, Adolf Erman 16/12, Alojzij Jež 14/7, Franci Slapar 12/3, Ivan Zemljič 10/2, Franc Jug 10/2, Josip Bertoncelj 10/5, Emil Uršič 7/2, Jože Šenica 6/2, Vili Šlamberger 6/0, Rudolf Makovec 2/0, Josip Janežič 2/1
- Slavija (Sarajevo)

Trener: Risto Šošić

Museja Čelebičić 15/0, Bogumil Bosnić 5/0, Borivoj Konstantinović 20/0, Slavko Zagorac 18/2, Josip Bulat 20/0, Zdravko Pavlić 19/5, Branko Šalipur 16/4, Borivoje Kondić 15/2, Vojislav Marjanović 9/0, Dušan Vojnović 6/0, Mihailo Marić 17/4, Ljubiša Filipović 14/4, Franjo Krajnc 14/5, Blagoje Krnjajić 9/6, Đuro Cvitković 7/2, Dušan Šipka 6/2, Radovan Ratković 2/0, Radivoje Čolić 2/0, Slavko Divčić 2/0, Miroslav Stojanović 2/0, Zvonimir Keržanc 1/0, Ratomir Dugonjić 1/0
- Slavija (Osijek)

Trener: Ljubomir Kniffer

Antun Konrad 12/0, Sava Milosavljević 5/0, Martin Wagner 4/0, Branko Kovačić 14/0, Zvonimir Hrs 13/0, Milan Kosanović 1/0, Gustav Lechner 19/0, Georgije Isajlovič 17/0, Ivan Vrabec 14/1, Ivan Getto 8/0, Milan (I) Adamović 8/0, Stevo Vodeničar 7/0, Petar Flam 18/8, Branko Andučić 16/6, Adam Mesaroš 13/6, Dragutin Schulz 11/0, Vlado Brajdić 7/0, Antun Hrubec 6/0, Petar (I) Cvetković 6/1, Ivan Slošić 6/0, Julio Gergec 6/0, Vladimir Eger 6/0, Ladislav Bali 4/0, Franjo Novosel 2/0, Franjo Flam 1/0, Dragutin Šoštarić 1/0, Vojislav Korkut 1/0
- Vojvodina (Novi Sad)

Trener: Károly Nemes (Mađarska)

Miloš Kosić 12/0, Stojan Šovljanski 6/0, Rudolf Hofman 2/0, Đorđe Živić 16/0, Mihajlo Majtan 15/0, Milan Žikić 13/1, Sava Damjanović 6/0, Uroš Pašćan 20/0, Aleksandar Kanazir 16/0, Petar Stanivukov 12/0, Milan Bulja 7/1, Svetislav Vilovski 6/2, Vasilije Conić 4/0, Miodrag Marković 16/4, Vojislav Bajagić 13/7, Pál Németh 13/0, Dušan Marković 11/4, Božidar Marković 11/4, Jovan Zagorac 10/0, Leo Korošec 7/0, Milenko Rajković 1/0, Božidar Petrović 1/0, Milivoj Drakulić 1/0, Dušan Novaković 1/0

## Vanjske poveznice
- RSSSF: Yugoslavia List of Topscorers
- RSSSF: Yugoslavia List of Final Tables
- RSSSF: sezona 1932./33.
- exyufudbal: Državno prvenstvo 1933.
- exyufudbal: Podsavezna prvenstva: 1932./33.
- fsgzrenjanin: SISTEM TAKMIČENJA U KRALJEVINI JUGOSLAVIJI
- claudionicoletti: KINGDOM OF YUGOSLAVIA 1931-1940